# Acacia miersii
Acacia miersii är en ärtväxtart som beskrevs av George Bentham. Acacia miersii ingår i släktet akacior, och familjen ärtväxter. Inga underarter finns listade i Catalogue of Life.